# دايفيد رابيدي
دايفيد رابيدي (بالإنجليزية: David Radebe)‏ (27 سبتمبر 1979 في جنوب أفريقيا - ) هو لاعب كرة قدم جنوب أفريقي في مركز الهجوم. شارك مع منتخب جنوب أفريقيا لكرة القدم. أما مع النوادي، فقد لعب مع بيدفيست ويتس ونادي جامعة بريتوريا ونادي كايزر تشيفز وموروكا سوالوز وFree State Stars F.C. ‏ وBatau F.C. ‏ وUnited F.C. (South Africa) ‏.

## وصلات خارجية
- دايفيد رابيدي على موقع قاعدة بيانات كرة القدم.إي يو (الإنجليزية)
- دايفيد رابيدي على موقع ناشيونال فوتبول تيمز (الإنجليزية)